# Böjtös Gábor
Böjtös Gábor (1978. május 24. –) író, újságíró, több internetes oldal alapítója és szerkesztője. Főleg filmes és videojátékos témákkal foglalkozó publicista. Négy nyomtatott lap főszerkesztője, köztük a Fangoria horrormagaziné. A Mandiner kulturális rovatának szerzője. 

## Származása
Édesanyja Kenedi Katalin Gabriella, édesapja Böjtös Antal. 1978. május 24-én született, egyszerű családból. Édesapja gyermekkorában elhunyt. Budapesti lakos, egy-egy cikke alapján Zuglóban és a belvárosban is nevelkedett, tanítóképző főiskola gyakorló tagozatán tanult, végül Budára költözött.

## Életpályája
Egy időben az 576 bolthálózatban dolgozott, először eladóként, majd üzletvezetőként is.

### A kezdeti időszak
Valamikor a '90-es évek végén indította egy barátjával az első magyar horrorportált, a videojátékos cím alapján elstartolt Harvestert. A kifejezetten amatőr próbálkozás meglepően sikeres lett az évek során, a filmrajongók felfigyeltek rá, bár sokat nem fejlődött. Mivel mindenki hobbiként publikált, nem is frissült gyakran.
Első nyomtatott cikke 2001-ben jelent meg, méghozzá az 576 Konzol Unreal Tournament címlapos számában, amelynél egy másik játékteszt mellett a címlapos témát vitte el. Az akkori főszerkesztő, Vajdics "Martin" Zsolt egyik kedvence lett, az évek során rengeteg tesztet és előzetest írt külsős munkatársként. Kifejezetten szép rajongói réteg gyűlt köré, akikkel az 576 fórumain is rendszeresen beszélgetett. Ebben az időszakban kifejezetten fiatalos lendülettel igyekezett mindig valami újat mutatni, hiányzó profizmusát pedig a lelkesedése váltotta ki. Gyakran mesélt egyes szám első személyben, történeteket írt a tesztek köré, sőt egy időben Silver álnéven egy folytatásos novella-keretet is adott munkáihoz. Nem ritkán politikai töltetet is adott cikkeinek, belevitte személyes gondolatait az írásaiba, ami miatt rendszeresen céltáblája lett a konzervatívabb lelkületű olvasóknak.
2004-től az amerikai eredetű, a tengerentúlon a hetvenes évek óta létező Fangoria hazai verziójának munkatársa. A magazint a 2005/1-es számtól (sorban a negyedik) főszerkesztőként veszi át, innentől pedig az évek és további 16 szám alatt egyre inkább magyar újságot alakít ki egy egyedi stábbal, ami pont az ellentéte a főként fordított cikkekkel induló lapnak. Rajongóktól rajongóknak mentalitással vezette a magazint éveken át, sok hazai DVD-kiadáshoz, könyvhöz (köztük az Anita Blake-sorozat, aminél az ajánló a nevéhez fűződött), egyéb kulturális termékhez adta a nevét. Nyaranta Fangoria-tábort vezetett, koncertekről írt hobbiból, külsősként időnként a HammerWorld zenei magazinnak is besegített, ott is megjelentek ajánlói. 
Végül a Fangoria 2008-as csődje eléggé padlóra vitte, így évekig eltűnt, másfajta munkákat vállalt. Közben vissza-visszatért az interneten (darksidemovie néven blogot indított), a végét járó 576 Konzolhoz is visszatért, majd az azt követő, multiplatformosodott 576 KByte-nál publikált.
Ismét egy nagyobb szünet után a 2010-es évek elején a privát tulajdonú Konzol Magazin főszerkesztője lett, ahol újra korábbi mentorával, Martinnal dolgozott együtt. Böjtös Gábor ekkor már jóval érettebb és megfontoltabb úton haladva próbálta a maximumot kihozni a lehetőségből. Továbbra is erősen épített a rajongói rétegre, de visszafogottabb stílusban kommunikált, láthatóan az olvasókat tartotta a legtöbbre, miközben folyton érdekes témákat hozott be az újság oldalaira. Ebben az időszakban az összeesküvés-elméletekkel is sokat foglalkozott, egy rovatot vezetett a témában. Többször leírta, hogy semmit nem akar belebeszélni az olvasók fejébe, inkább azt szeretné, ha néha megkérdőjeleznék a nyilvánvalónak tűnő dolgokat és gondolkoznának. A magazintól is ebben az időszakban búcsúzott végleg.

### A visszatérés
Évekig szabadúszóként dolgozott, többek között a Gamer365 és Playstation Community (ismét Martin oldalán) oldalakon publikált. Végül a Gamers.hu oldalhoz csatlakozott, miközben a Konzolvilág munkatársa lett. A Gamers.hu-nál ismét rengeteg tesztet írt, rovatot indított, videoteszteket készített, amiket a cikkekbe illesztett, illetve szerkesztő lett.
Sok-sok tárgyalás után, 2015-ben a Gamers oldalát váltó IGN Hungary alapítója, szerkesztője. Külföldi stúdiólátogatáson volt az akkor még készülő The Witcher 3 kapcsán, videoteszteket írt és mondott fel, illetve később az oldal cikkeinek feltöltéséért felelt. Sőt 2015 nyarán szinte naponta ment ki cikke, ekkor már fő feladata volt az IGN kezelése. 
Szintén ebben az évben csábította át egykori 576-os kollégája, a PC Guru főszerkesztője, Wilson a 23 éves laphoz. Elmondása szerint Böjtös Gábornak, vagy innentől kezdve már hivatalosan Böjtinek, a print volt mindig a szerelme, ezért kapva kapott az alkalmon. Ekkoriban született meg kislánya, majd a PC Guru főszerkesztői székét még ebben az évben az Origótól visszatérő Smejkál Péter vette át. 
Böjti éveken át az előzetesekért és rovatokért felelt, kettőjük munkája egy egészen színes és egységes képet adott a lapnak. Mivel pedig a PC Guru több különszámot is kiadott, 2017-ben Böjti bevállalt egy horror témájú különszámot, amit főszerkesztőként készített el. Ez lett az egyetlen számra tervezett, a Fangoria horrormagazinra megemlékező Borzongás. A közel tíz éve váró rajongók azonban annyira örültek ennek az újságnak, hogy az végül háromhavonta, önálló magazin lett, ami a havi PC Guruval párhuzamosan készült. Böjti eközben rengeteg külföldi kiadóval és forgalmazóval alakított ki láthatóan baráti viszonyt. Emiatt a YouTube-on rengeteg kibontós (unboxing) videót is közzé tett, amelyeknél ritkaságokat, gyűjtői dobozokat mutat be. Ezek később a Borzongásban önálló rovatot is kaptak. A Borzongás részben az egykori Fangoria, részben a PC Guru írói gárdájával született, de újabb írók is csatlakoztak az évek során, akiket Böjti más oldalaknál, magazinoknál, esetleg egyéb fórumokon fedezett fel. A hazai, horrorral foglalkozó egyéb társaságokkal is közösséget vállalt. Kivétel az egykori Harvester örökségét életben tartó Cinegore, amelynek frissebb csapatával valamilyen törés következett be. Bár az oldal a Borzongás állandó partnerét jelentő CreepyShake-kel is állandóan harcban állt a közös múltjuk miatt.   
2018 nyarán aztán Smejkál Péter kilépett, ezzel Böjtire hagyva a PC Guru főszerkesztői pozícióját is, ezután ő felelt mindkét magazinért. Vezetése alatt új rovatok születtek, holtidőszakban a lapok költségcsökkentés miatt néha kisebb oldalszámmal jelentek meg, de több fórumon is azt nyilatkozta, hogy mindez a hosszú távú működést szolgálja. 
2024 elején távozott a PC Gurutól a Mandinerhez.

### További munkássága
Több novella szerzője. A Fangoria idejében három novellapályázatot is indított, a legjobbak később megjelenhettek a magazinban, sőt, egy Rémségek könyve című kötet kiadásáért is felelt, amelyben hazai írók novellái voltak, illetve egy sajátja is szerepelt a könyvben.
Már a saját kiadású filmek mellett, amik túl olcsón kerültek piacra, az olvasók/vásárlók érdekeit figyelembe véve, miközben elkészítésük nagy költségekkel járt. Több audiokommentár felvételén is részt vett, akár más filmkiadókkal kooperációban is, sőt, tévéadásokban és rádiós interjúkban is szerepelt, népszerűsítve a horror műfajt. Sokszor emlegetett gondolatai: nem a vas a lényeg (a játékoknál nem a platform számít, hanem az élmény); a horror a legőszintébb műfaj, ami minden más műfajjal összeilleszthető; a horrorfilm az egyik legfontosabb úttörője a teljes filmgyártásnak, amely már rengeteg sztárt és sztáralkotót adott Hollywoodnak.